# Janeane Garofalo
Janeane Garofalo (Newton, 28 de setembro de 1964) é uma atriz, comediante, ativista política e locutora de rádio estadunidense.

## Biografia
Ainda durante sua fase escolar, sua família muda-se para Houston, Texas. Após terminar o colégio, passa a estudar história na Universidade de Providence, em Rhode Island. Nessa época Garofalo entra para um programa de caça talentos de uma rede de televisão, ganhando o título de "Pessoa Mais Engraçada de Rhode Island". Sonhando em ser uma roteirista do programa de televisão Late Night With David Letterman, ela torna-se uma profissional de stand up (monólogos com uma pessoa e um microfone no qual essa pessoa fala coisas supostamente engraçadas) praticamente ao mesmo tempo em que se forma na Faculdade de História, no período entre 1985 e 1986. Entretanto continua batalhando por seu lugar na indústria cinematográfica, mudando muitas vezes de emprego. Trabalha como garçonete, secretária, "bike messenger", etc.

### Stand Up
Começa oficialmente sua carreira fazendo comédia stand up. Em geral, ela satiriza a cultura popular e a questão da moda, modelos e padrões de beleza impostos pela mídia, em seus monólogos. Em abril de 2004 foi selecionada pelo canal de TV Comedy Central como um dos 100 maiores comediantes de stand up de todos os tempos. Continua a realizar este tipo de atração humorística mesmo depois de entrar para a indústria televisiva e cinematográfica.

### Televisão
Sua estreia na televisão acontece no seriado de sketches cômicas The Ben Stiller Show, com os amigos de longa data Ben Stiller, Andy Dick e Bob Odenkirk em 1992. O seriado dura pouco, devido à baixa audiência, apesar dos elogios da crítica. Também no ano de 1992 entra no elenco da série The Larry Sanders Show, sátira aos talk shows, do canal HBO, à qual permanece até 1997. Junta-se ao elenco do programa Saturday Night Live, o programa humorístico de televisão mais conhecido dos Estados Unidos, em 1994, onde permanece até 1995. Descreve sua participação no programa como a pior experiência de sua carreira. Alega ter saído pela diminuição da qualidade da série e a atmosfera sexista entre os roteiristas. Aparece como convidada em episódios de vários seriados americanos famosos, como por exemplo Mad About You, The West Wing, Felicity e Seinfeld.

### Cinema
Sua estreia no cinema acontece em 1991 no drama "Passaporte Para o Futuro" mas com um papel pequeno. Em 1994, ganha um papel de destaque na comédia romântica Caindo na Real, dirigida por Ben Stiller. Esse é o filme que a torna bastante famosa nos Estados Unidos. Em 1996 protagoniza junto com Uma Thurman a comédia romântica Feito Cães e Gatos, uma espécie de história no estilo Cyrano de Bergerac, só que invertida. O filme se tornou um sucesso inesperado, repentinamente chegando ao primeiro lugar nas bilheterias americanas, sendo o filme estrelado por Garofalo de maior sucesso em toda a sua carreira. Com esse resultado positivo, protagoniza também outra comédia romântica: Um Romance Inesperado em 1997 e tem alguns papéis de destaque, como por exemplo a vilã na comédia Romy & Michelle no mesmo ano. Logo após, sua carreira vai perdendo o pique anterior, fica dividida entre papéis pequenos e papéis de destaque.

### Ativismo Político
Garofalo nunca escondeu suas opiniões sócio-políticas, mostrando ser a favor do aborto e descrente quanto a religiões. Falou abertamente que é contra a invasão americana no Iraque e protestou contra a mesma na Passeata pela Paz denominada "Code Pink", em Washington, D.C. Também fez campanha para Howard Dean do Partido Democrata.
A partir de 2004 torna-se apresentadora do programa The Majority Report da rádio Air America junto com Sam Seder. O programa fala sobre a política americana em geral.

## Filmografia
- 2021 - Patrulha Canina: O Filme
- 2019 - Come as You Are
- 2008 - The Guitar
- 2007 - Ratatouille
- 2006 - The Wild
- 2006 - Southland Tales
- 2005 - Stay
- 2005 - Nadine in Date Land (TV)
- 2005 - Duane Hopwood
- 2004 - Jiminy Glick in Lalawood
- 2004 - Junebug and Hurricane
- 2003 - Nobody Knows Anything
- 2003 - Crimes em Wonderland

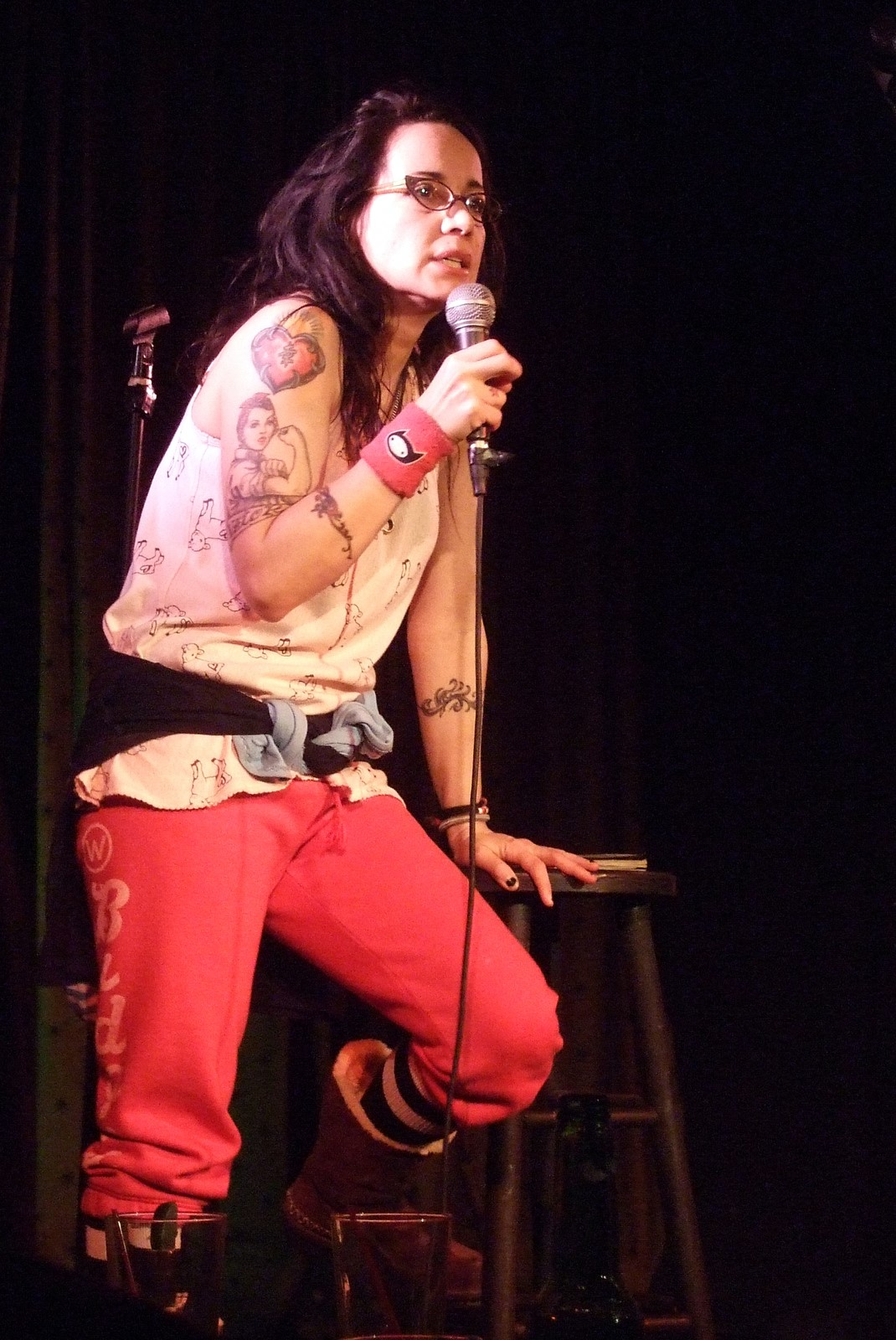
Garofalo em 2008.

- 2003 - Crescendo em Família (Manhood)
- 2002 - Martin & Orloff
- 2002 - Grande Problema (Big trouble)
- 2001 - Laramie project, The (TV)
- 2001 - Search for John Gissing, The
- 2001 - Mais um verão Americano (Wet hot american summer)
- 2000 - As aventuras de Alceu e Dentinho (The adventures of Rocky and Bullwinkle)
- 2000 - Titan (Titan A. E.) (voz)
- 2000 - De que planeta você veio? (What planet are you from?)
- 2000 - Produção Independente (Independent, The)
- 2000 - Steal this movie
- 2000 - Sopranos  (Participação especial)
- 1999 - The Bumblebee Flies Anyway
- 1999 - Heróis muito loucos (Mystery Men)
- 1999 - Dogma (Dogma)
- 1999 - *200 cigarros (*200 cigarettes)
- 1999 - Contragolpe (Thick as thieves)
- 1999 - Minus man, The
- 1999 - Can't stop dancing
- 1999 - Let me in, I hear laugher
- 1998 - Majo no Takkyūbin (Kiki's Delivery Service) (voz)
- 1998 - Clay Pigeons
- 1998 - Romance no Parque (Dog Park)
- 1998 - Uma vida alucinante (Permanent midnight)
- 1998 - Para lá de Bagdá (Half baked)
- 1997 - Um romance inesperado (MatchMaker, The)
- 1997 - Copland (Copland)
- 1997 - Romy e Michelle (Romy and Michelle's high school reunion)
- 1997 - Caindo em tentação (Touch)
- 1996 - Versões de um crime (I shot a man in Vegas)
- 1996 - Uma herança da pesada (Larger than life)
- 1996 - O Pentelho (Cable guy, The)
- 1996 - Feito cães e gatos (Truth about cats & dogs, The)
- 1996 - Em Alto Astral (Kids in the Hall: Brain Candy)
- 1996 - Sweethearts
- 1996 - Agora e sempre (Now and then)
- 1995 - A sangue frio (Coldblooded)
- 1995 - Os descasados (Bye bye love)
- 1994 - Caindo na real (Reality bites)
- 1994-1995 - Saturday Night Live (Série de TV)
- 1994 - Suspicious
- 1992-1997 - The Larry Sanders Show (Série de TV)
- 1992-1993 - The Ben Stiller Show (Série de TV)
- 1991 - Passaporte para o futuro (Late for dinner)
- 1989 - Majo no takkyubin (Kiki´s Delivery Service) (voz)

## Premiações
- 2001 - Ganhou o Lifetime Achievement Award - Slamdunk Film Festival
- 2000 - Ganhou o prêmio do júri de melhor atriz pelo filme "Produção Independente" - Montreal Comedy Festival "Just for Laughs"
- 2000 - Indicada ao prêmio de atriz mais engraçada pelo filme "Heróis Muito Loucos" - American Comedy Award
- 1997 - Indicada ao prêmio de melhor performance em comédia pelo filme "Feito Cães e Gatos" - MTV Movie Awards
- 1997 - Indicada ao prêmio de melhor atriz coadjuvante em um seriado de comédia pela série "The Larry Sanders Show" - Emmy Awards
- 1996 - Indicada ao prêmio de melhor atriz coadjuvante em um seriado de comédia pela série "The Larry Sanders Show" - Emmy Awards
- 1996 - Indicada ao prêmio de atriz coadjuvante mais engraçada em um filme, pela comédia "Os Descasados" - Emmy Awards